# The Paxton Report
The Paxton Report är den amerikanske trubaduren Tom Paxtons femtonde studioalbum, utgivet 1980. Albumet är producerat av Bob Gibson och gavs ut på skivbolaget Mountain Railroad Records.

## Låtlista
Samtliga låtar skrivna av Tom Paxton
1. "Be a Sport, Afghanistan"
2. "I Thought You Were an Arab"
3. "I am Changing My Name to Chrysler"
4. "All Clear in Harrisburg"
5. "We Live in Harrisburg"
6. "He May Be Slow"
7. "I Don't Want a Bunny Wunny"
8. "We All Sound the Same"
9. "She Sits on the Table"
10. "Mary Got a New Job"
11. "Gas Line Romance"